# Eure-Kanal

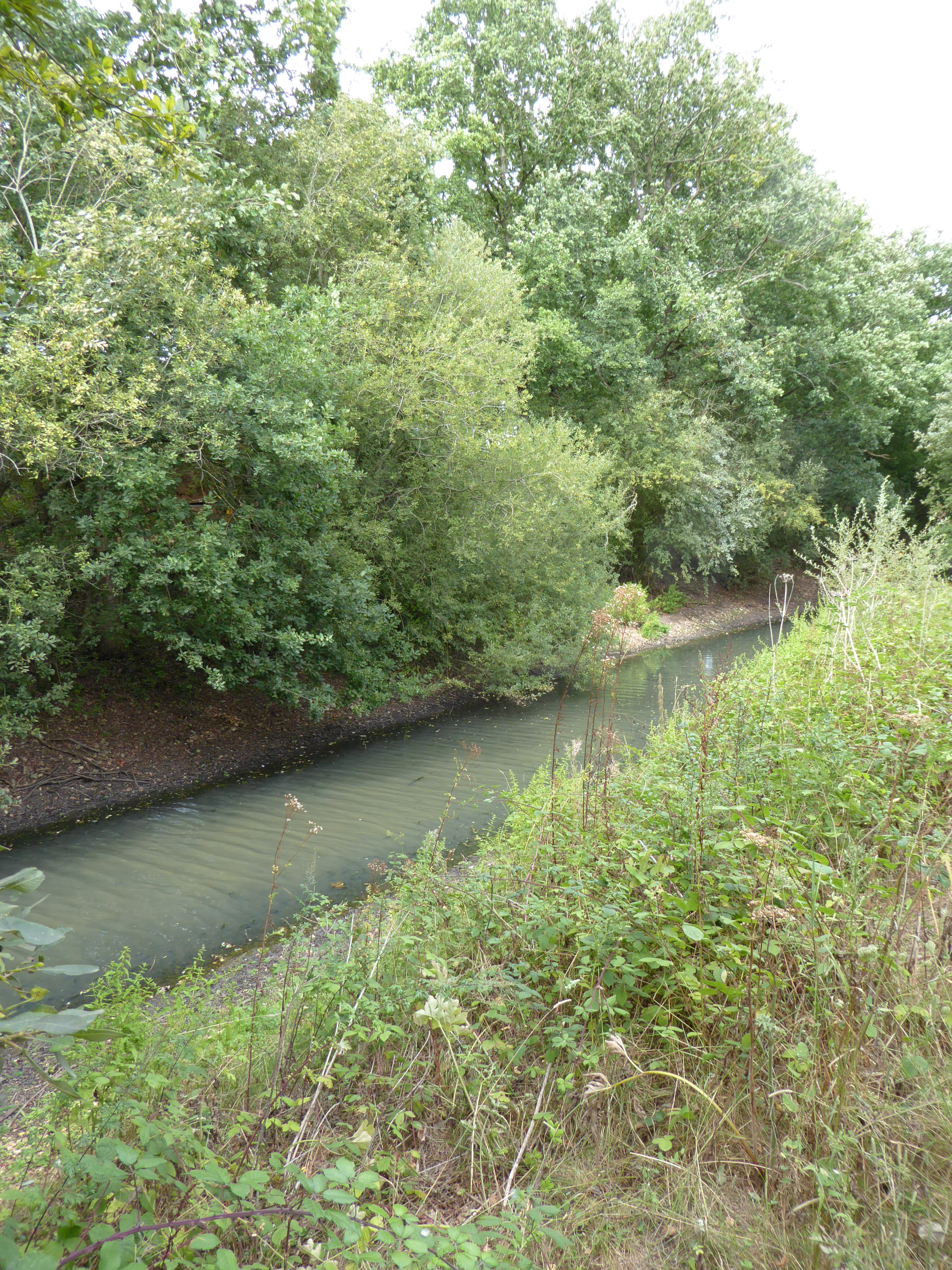
Kanalabschnitt bei Dallonville in der Gemeinde Bailleau-l'Évêque

Der Eure-Kanal (französisch Canal de l’Eure, auch Canal Louis XIV genannt) war ein von Ludwig XIV. veranlasstes Projekt, mit dem das Wasser der Eure über eine Entfernung von rund 80 km zu den Wasserspielen im Park von Versailles geleitet werden sollte.
Der Bau des Kanals begann 1685, wurde aber nach drei Jahren wegen des Pfälzischen Erbfolgekrieges eingestellt und nach dem Ende dieses Krieges nicht wieder aufgenommen.

## Hintergrund
Schon bald nachdem Ludwig XIV. die ersten Wasserspiele hatte anlegen lassen, wurde offenkundig, dass ihr Wasserbedarf nicht in der Umgebung des Parks gedeckt werden könne.
Zur Lösung des Problems wurde von Riquet, dem Erbauer des bald darauf (1681) fertiggestellten Canal du Midi, sogar vorgeschlagen, einen Teil der Loire in Höhe von Briare abzuleiten. Riquet hatte aus der größeren Fließgeschwindigkeit der Loire geschlossen, dass diese höher als die Seine und wohl auch als die Anhöhe von Satory südlich des Schlosses Versailles liegen müsse. Colbert veranlasste 1674 unverzüglich eine Überprüfung der Idee durch Abbé Picard, der schon Teile des anzulegenden Schlossgartens mit neuesten Methoden vermessen hatte. Picard stellte rasch die niedrige Höhenlage der Loire fest, womit der Plan vom Tisch war.
Nachdem Ludwig XIV. den Hof 1682 in das noch nicht vollständig fertiggestellte Schloss Versailles verlegt hatte, stieg der Wasserverbrauch, insbesondere der Wasserspiele im Park, stark an. Die in der Nähe des Schlosses angelegten Reservoirs reichten schon lange nicht mehr aus. Das aus der Bièvre abgeleitete Wasser und die Anlage des Étang de Trappes und des Étang de Bois d'Arcy mit einer 1500 m langen Verbindungsleitung konnten den Bedarf nicht decken. Der Bau der Maschine von Marly und des Aquädukts von Louveciennes, um  Wasser aus der Seine von Norden über rund 10 km zum Schlosspark zu leiten, wie auch der Bau des Aquädukts von Buc im Süden des Parks erwiesen sich als nicht ausreichend.

## Planung und Bau
Louvois, der nach dem Tod von Colbert 1683 Surintendant des Bâtiments, Arts et Manufactures de France wurde, ließ eine Reihe kleinerer Flüsse untersuchen. Philippe de La Hire ermittelte 1684 beim Nivellement der Eure, dass der Ort Pontgouin () im heutigen Département Eure-et-Loir höher lag als der Étang de Trappes und damit auch höher lag als die Wasserspiele.
Nachdem Ludwig XIV. dem Projekt zugestimmt hatte, erstellten La Hire und Vauban in kürzester Zeit die Planung für einen insgesamt 110 km langen Kanal von Pontgouin zum Schlosspark. Die Eure sollte mit dem Écluse de Boizard (Schleuse von Boizard) genannten, 8 m hohen Staudamm so weit aufgestaut werden, dass jederzeit ausreichend Wasser für den Kanal vorhanden wäre, der oberhalb von Pontgouin beginnen, ab Pontgouin einen Bogen der Eure abschneiden, beim Schloss Maintenon die Eure in großer Höhe auf einem Aquädukt überqueren und dann an Rambouillet vorbei zum Étang de Trappes führen sollte, wo er an die bestehenden Leitungen angeschlossen würde. Vauban hatte in seiner Leistungsbeschreibung zunächst ein fast 17 km langes Aquädukt zur Überquerung des Geländes auf beiden Seiten der Eure zwischen Berchères-Saint-Germain und Épernon vorgesehen. Nachdem der König dies als zu teuer abgelehnt hatte, wurden längere und höhere Dämme und das nun deutlich kleinere Aquädukt von Maintenon geplant.
Im Frühjahr 1685 begannen die Bauarbeiten mit dem Anrücken zahlreicher Regimenter. Außerdem wurden Arbeiter aus der örtlichen Bevölkerung und auch aus entfernteren Landesteilen eingesetzt. In der Spitze waren 30.000 Mann an dem Projekt beschäftigt. Um die Baustellen mit Lebensmitteln, Futter für die Lasttiere und Baumaterial versorgen zu können, wurde die Eure von Nogent-le-Roi bis oberhalb von Maintenon schiffbar gemacht, d. h. kanalisiert und mit Schleusen versehen. Außerdem wurden eine Reihe kleiner Versorgungskanäle angelegt. Vauban konstruierte für den Transport besondere  Plattboden-Lastkähne, die bei geringem Tiefgang dennoch eine große Tragfähigkeit hatten.
Die Arbeiten gingen schnell voran; schon am 25. August 1685 konnte der Abschnitt von Pontgouin bis Berchères geflutet werden. Die großen Probleme kamen jedoch erst anschließend: da das große Aquädukt abgelehnt worden war, musste der Einschnitt des Baches Larris bei Berchères mit einem Düker überwunden werden, an den sich ein Tunnel durch einen Hügel anschloss. In gleicher Weise plante man, das bereits begonnene, nun deutlich niedrigere Aquädukt von Maintenon mit Druckrohren zu einem Düker auf einer Brücke umzugestalten. Die Aufträge für die Bleirohre waren vergeben und die ersten Rohre geliefert, als Ludwig XIV. den Pfälzischen Erbfolgekrieg (französisch Guerre de la Ligue d’Augsbourg) begann. Die Soldaten wurden nun für den Krieg benötigt und die Rohre nach Marly verschifft. Die Baustelle kam zum Erliegen.
Nach dem neunjährigen Krieg gab es zwar Ideen, die Arbeiten wieder aufzunehmen, aber letztlich blieb es bei den Ideen.
Die noch vorhandenen Teile des Kanals stehen unter Denkmalschutz.

## Fotos

Noch vorhandene Teile des Kanals
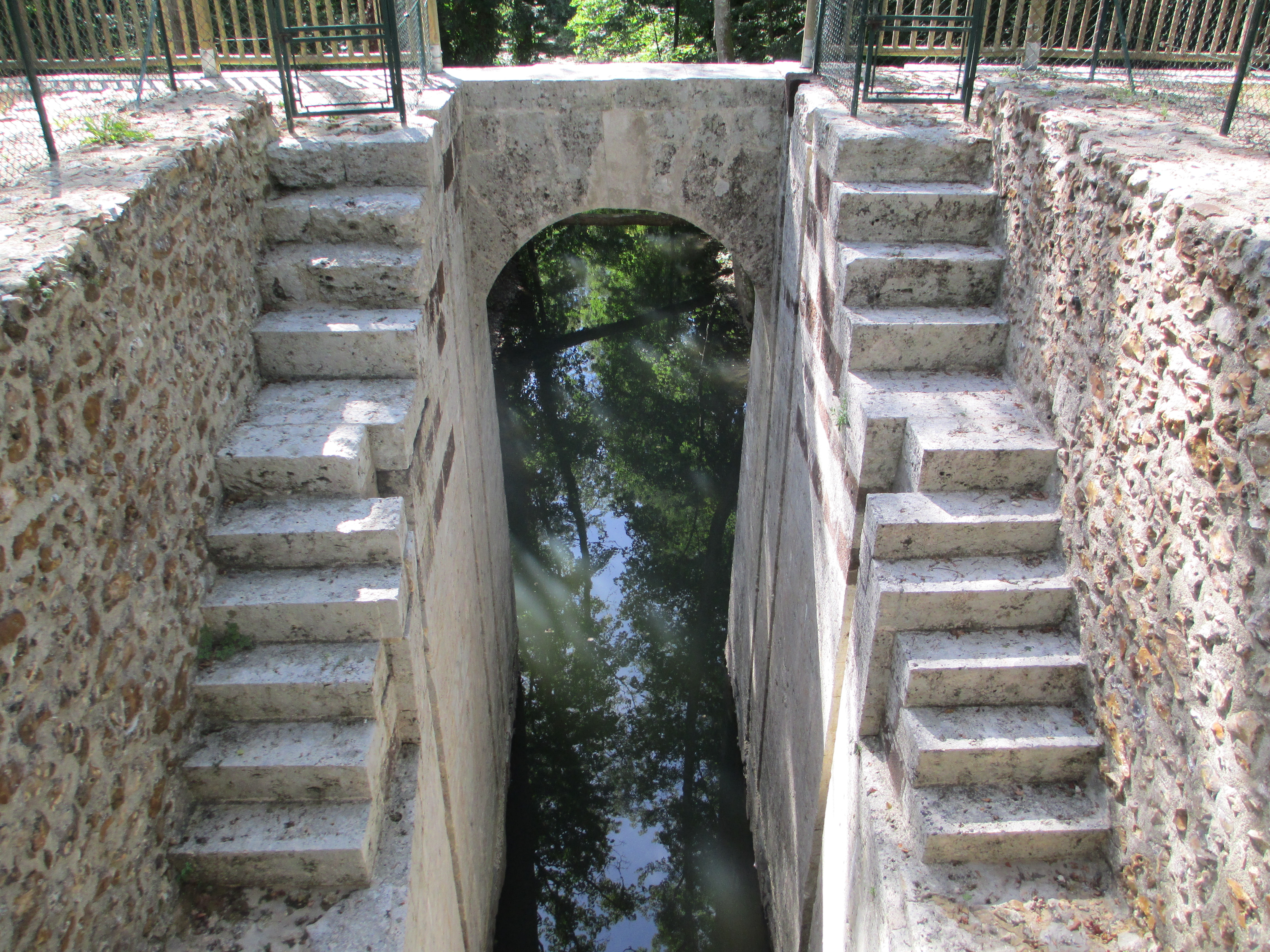
Écluse de Boizard (Schleuse von Boizard) oberhalb von Pontgouin ()
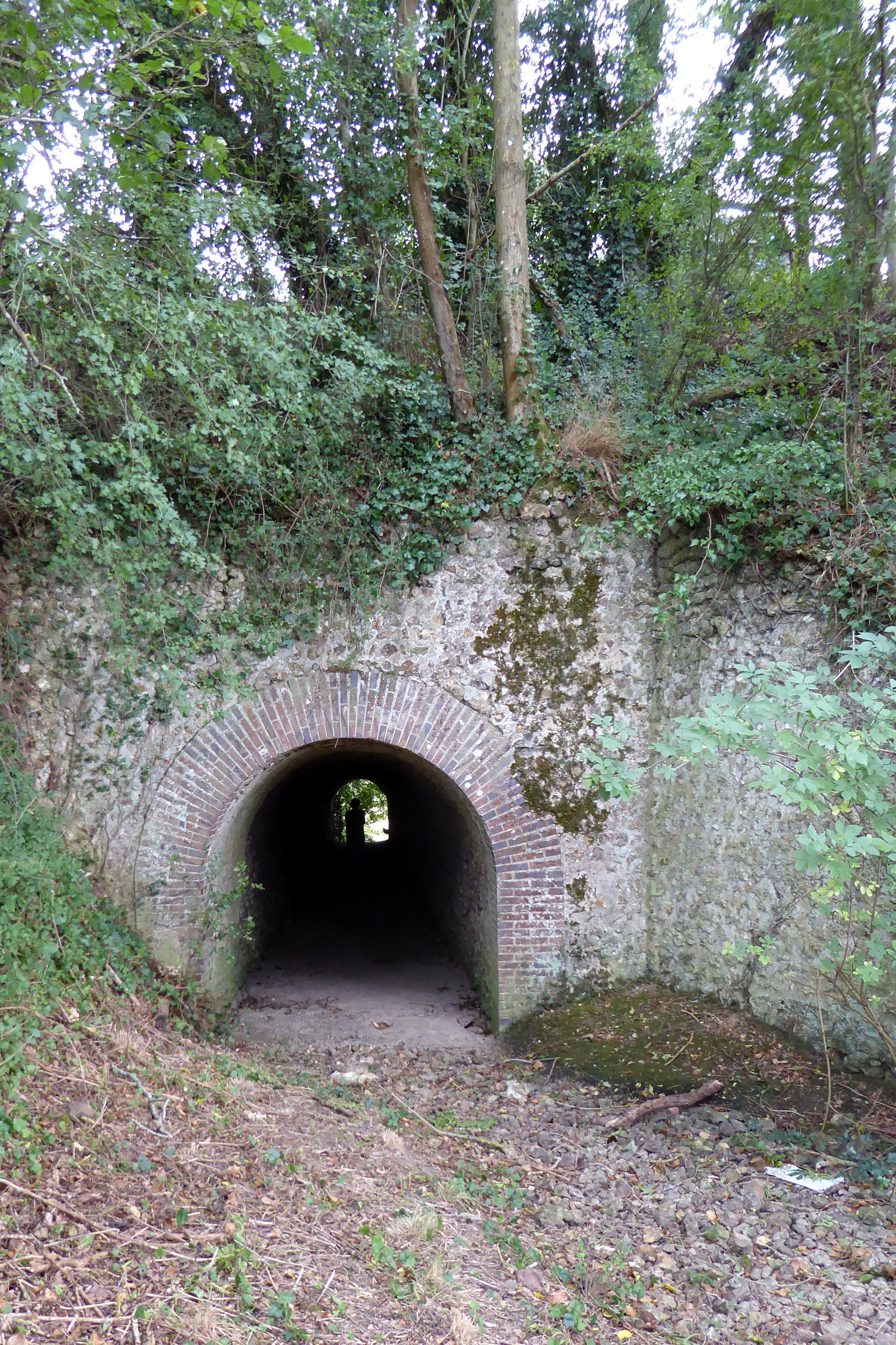
Kanalbrücke über den Coisnon-Bach bei Saint-Arnoult-des-Bois ()
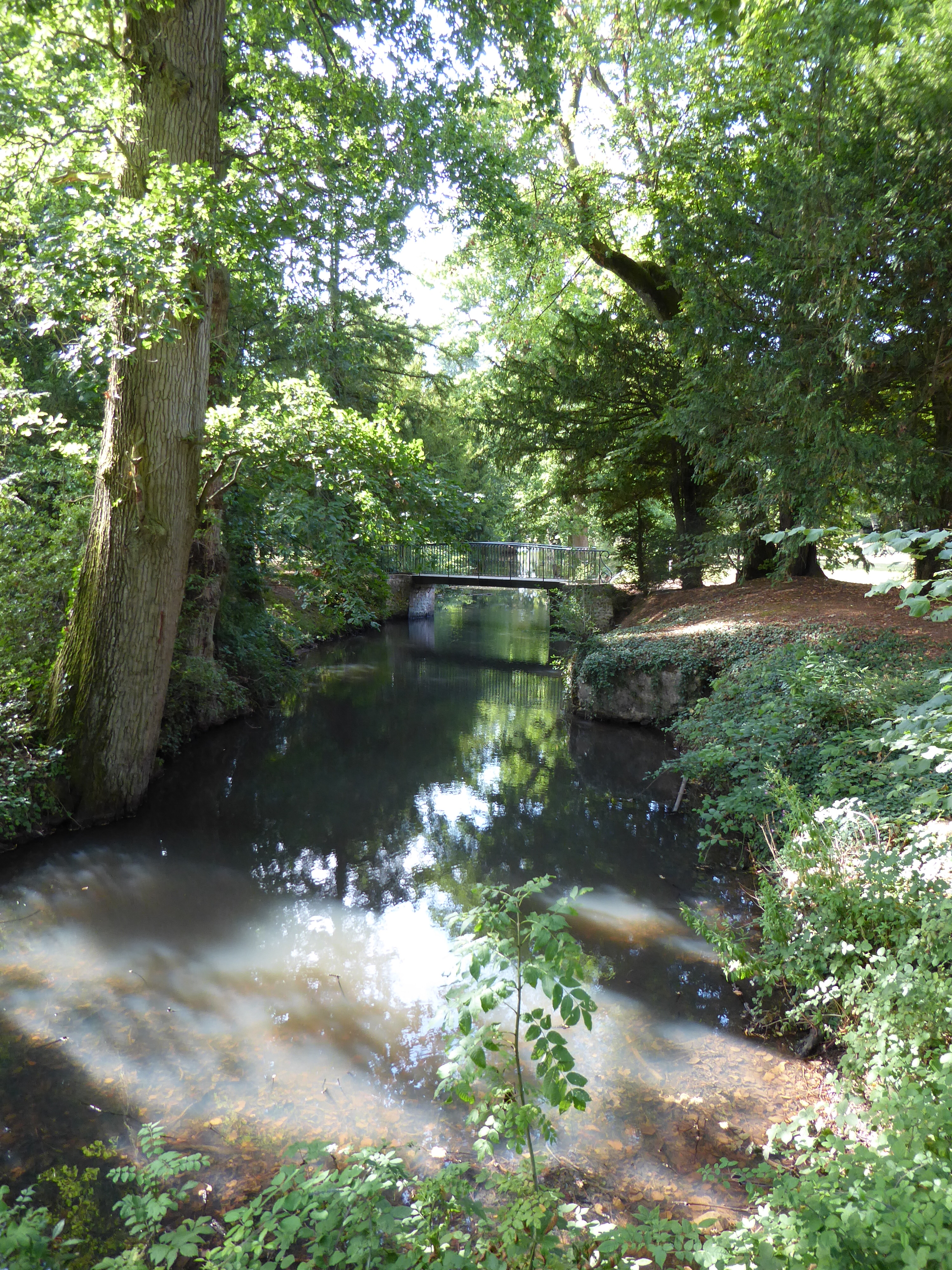
Kanal im Schlosspark von Fontaine-la-Guyon ()
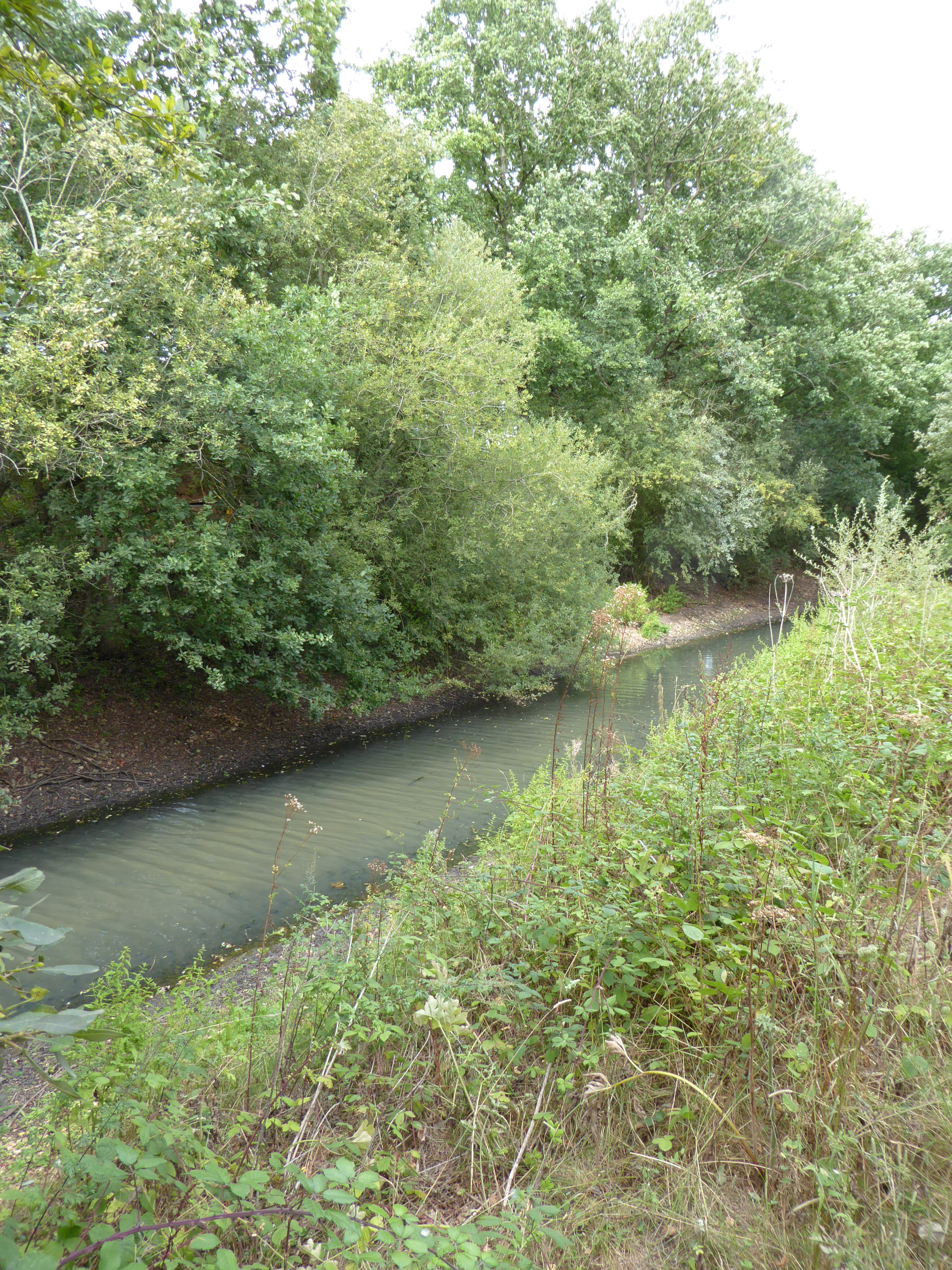
Kanal bei Dallonville in der Gemeinde Bailleau-l’Évêque ()
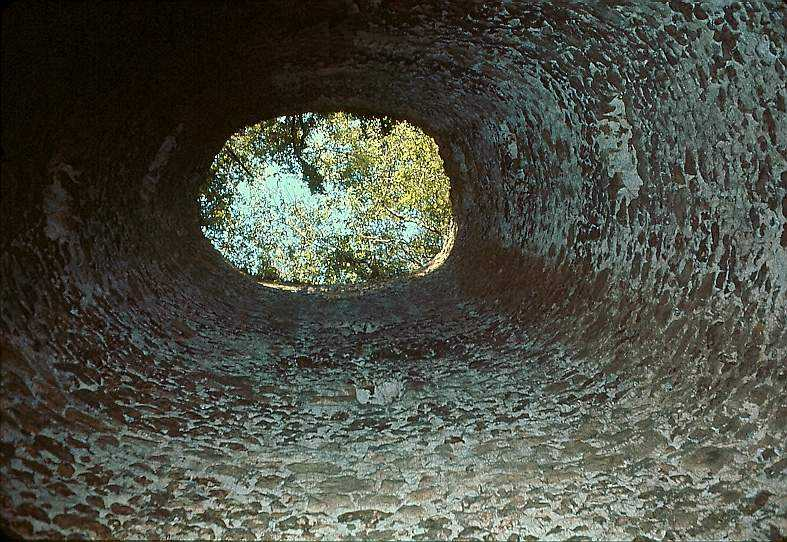
Schacht bei Berchères-Saint-Germain ()
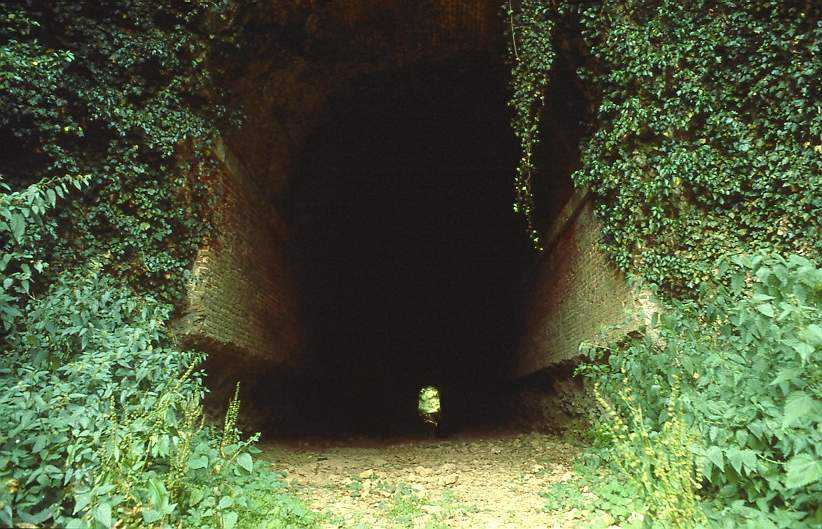
Tunnel bei Berchères-Saint-Germain ()
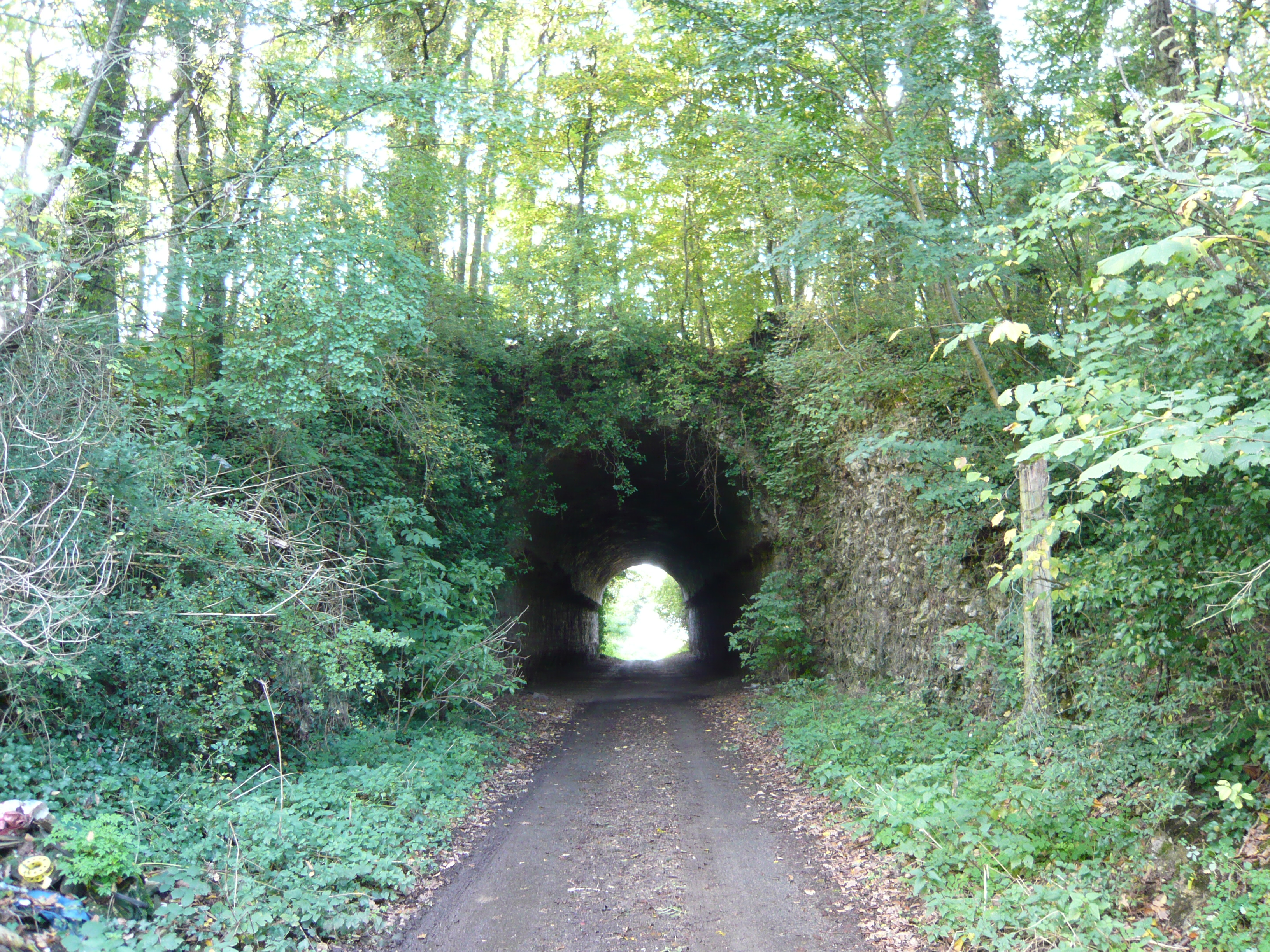
Kanalbrücke über die Straße von Boisricheux nach Chartainvilliers ()
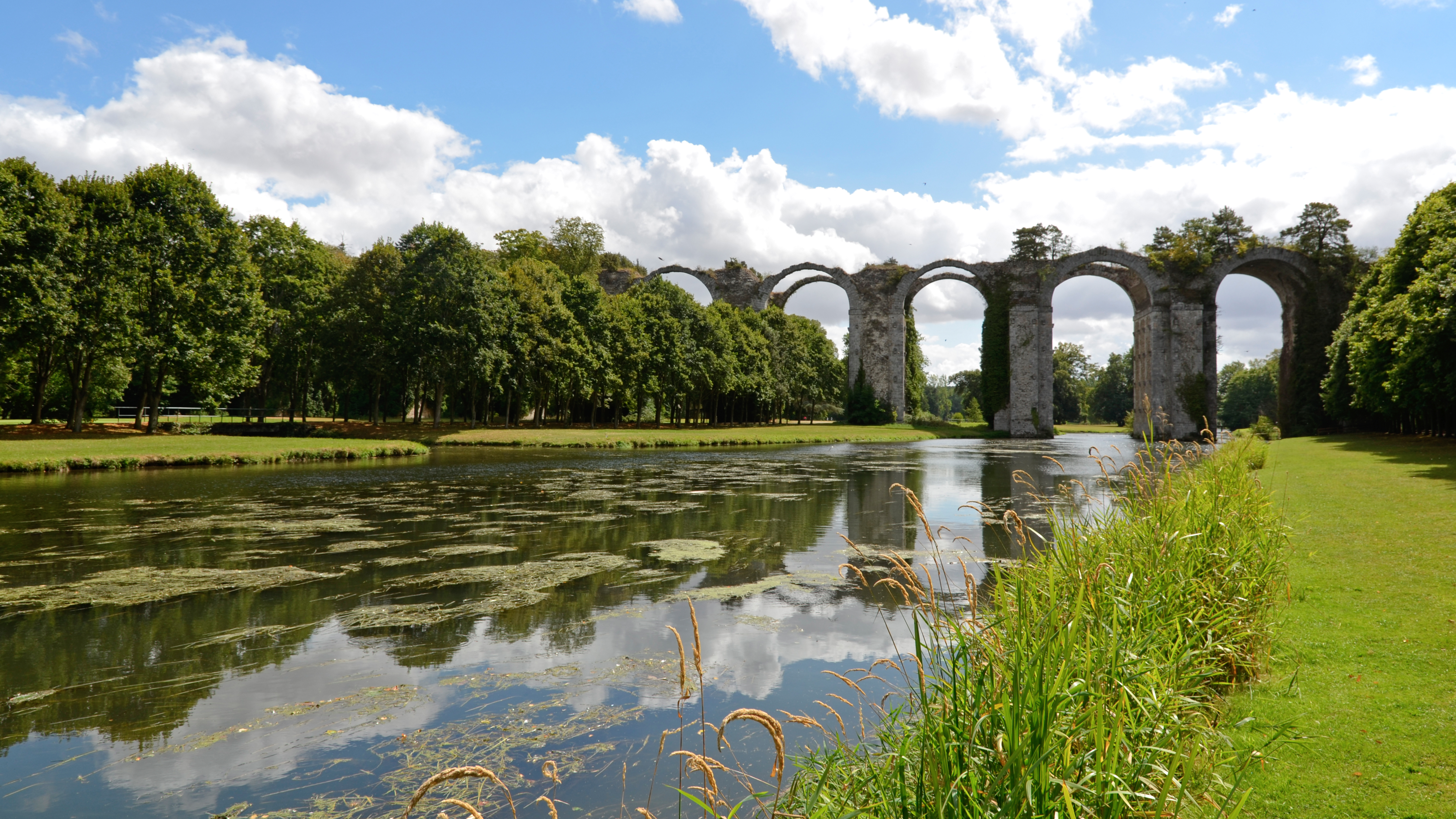
Aquädukt von Maintenon ()